# 24時間テレビ 愛は地球を救う3
24時間テレビ「愛は地球を救う」3は、日本テレビ系列にて1980年8月30日（土曜）19:00 - 8月31日（日曜）19:30に生放送された3回目となる『24時間テレビ』である。

## 概要
メイン会場が初めて日本武道館になった。武道館のステージは前々日に開催された『輝け!!第6回日本テレビ音楽祭』のセットの一部を流用した。
徳光和夫アナウンサー（当時）が初めて総合司会に就任、以後2010年放送の第33回まで総合司会を務める。その一方で、初めて女性総合司会が存在しない。
メインテーマは『カンボジア・ベトナム・ラオスの難民のために!』
この回から土曜夜のドラマスペシャルが開始、第1作は森繁久彌・北林谷栄主演の『機の音』。
番組宣伝はタモリが竹村健一のものまねで行った。

## 出演者

### 総合司会
- 徳光和夫（当時・日本テレビアナウンサー）
- 萩本欽一（コント55号）

### チャリティーパーソナリティー
- 石野真子

## 事前番組
『始まるまで待てない!24時間テレビ大予告編』
放送日時
1980年8月30日 土曜14:00 - 15:30（90分）
出演
タモリ、アグネス・チャン、B&B、石野真子

## タイムテーブル
| 開始時刻   | コーナー                                  |
| ---------- | ----------------------------------------- |
| 30日 19:00 | グランドプロローグ                        |
| 30日 21:54 | 海外ニュース◇天気                         |
| 30日 22:00 | 老人福祉ドラマ「機の音」                  |
| 30日 23:00 | 全女性に贈る「マザーテレサ愛の奇跡」      |
| 30日 23:30 | NNNきょうの出来事◇スポーツニュース        |
| 30日 23:50 | 深夜のチャリティーキャンペーン            |
| 31日 01:00 | ミッドナイト・チャリティー・マラソン      |
| 31日 06:00 | 明けゆく日本列島                          |
| 31日 07:00 | 早朝さわやかバラエティー                  |
| 31日 08:00 | リレー生中継「日本列島120分」             |
| 31日 10:00 | 手塚治虫オリジナルアニメ「フウムーン」    |
| 31日 12:00 | ニュース                                  |
| 31日 12:15 | リレー生中継「おーい!みんな生きてるかい」 |
| 31日 14:15 | 特報!「カンボジア難民40日間密着取材」     |
| 31日 15:45 | 政治に訴える「ここに福祉を!」             |
| 31日 17:20 | チャリティー大行進                        |
| 31日 18:00 | NNN日曜夕刊                               |
| 31日 18:20 | ニュース◇天気                             |
| 31日 18:30 | グランドフィナーレ                        |

## 機の音
24時間テレビドラマスペシャルの第1作。テレビ番組表の表記は『老人福祉ドラマ「機の音」』。
放送日時
1980年8月30日 土曜21:00 - 22:00
出演
- 森繁久彌
- 北林谷栄
- 大竹しのぶ
- 佐野浅夫
- 笠智衆
- 丹阿弥谷津子

スタッフ
- 脚本 - 倉本聰

## ミッドナイト・チャリティー・マラソン
海外で行われたチャリティーコンサートを生中継。
放送日時
1980年8月31日 日曜01:00 - 06:00
アリス バンコクコンサート
出演：アリス
場所： タイ バンコク
ロック ゴダイゴ クリエーション
出演：ゴダイゴ
場所： アメリカ合衆国 カリフォルニア州サンディエゴ